# Michaeliskirche (Schmiedefeld (Saalfeld))

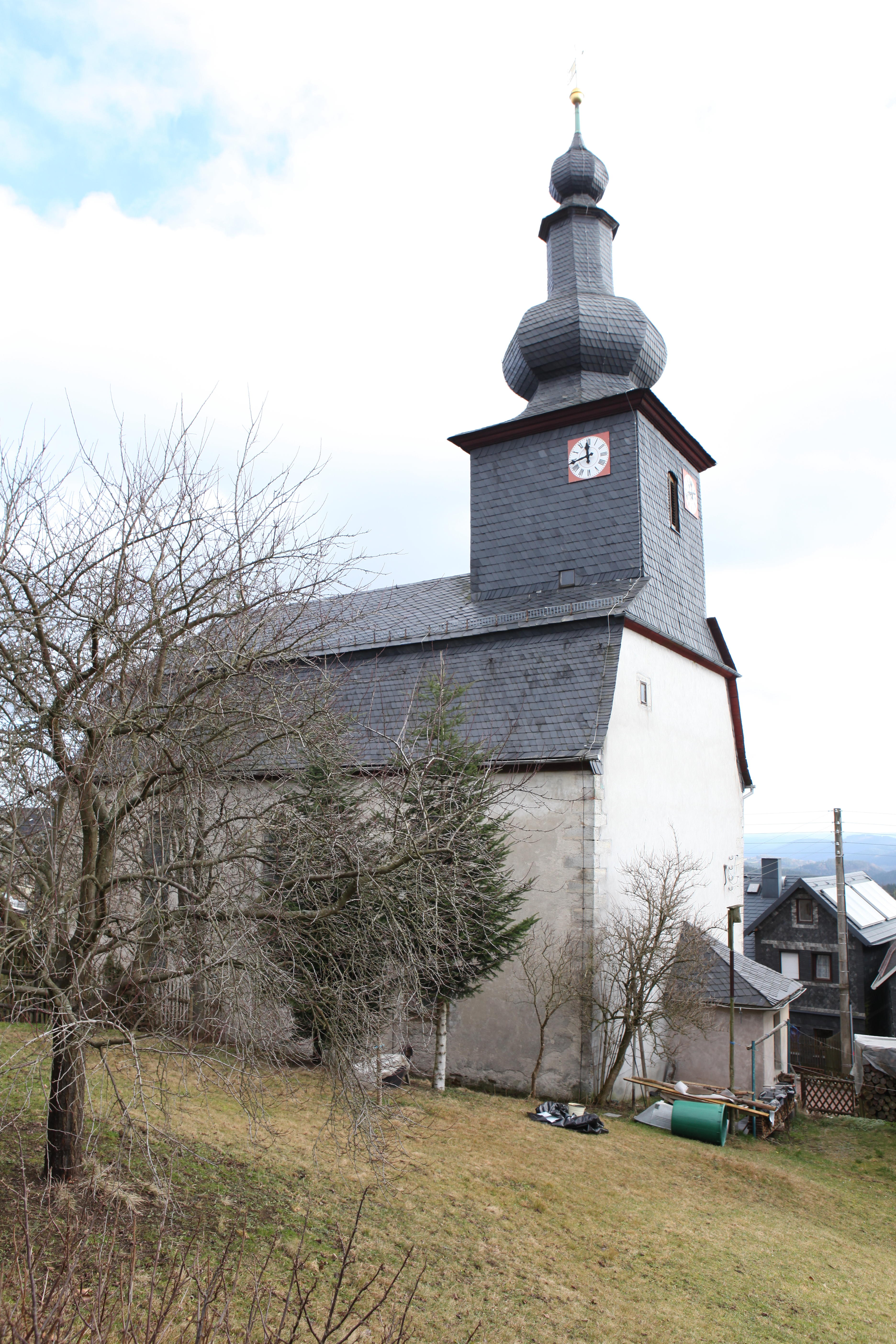
Michaeliskirche

Die evangelisch-lutherische denkmalgeschützte Michaeliskirche steht in Schmiedefeld, einem Ortsteil der Kreisstadt Saalfeld/Saale im Landkreis Saalfeld-Rudolstadt in Thüringen. Die Kirchengemeinde Schmiedefeld in der Kirchengemeinde Lichte-Wallendorf gehört zum Pfarrbereich Döschnitz im Kirchenkreis Rudolstadt-Saalfeld der Evangelischen Kirche in Mitteldeutschland.

## Beschreibung
Die Saalkirche wurde 1734–1736 gebaut. Das Kirchenschiff ist mit einem schiefergedeckten Mansarddach bedeckt, aus dem sich im Südwesten der Dachturm erhebt. Das Kirchenschiff ist im Nordosten dreiseitig abgeschlossen. 1968 wurde die Kirche durch Bergbewegungen beschädigt und war bis 1981 gesperrt.
Der Innenraum hat zweigeschossige Emporen und ist mit einem flachen, hölzernen Tonnengewölbe überspannt, auf dem die Dreifaltigkeit mit den 24 Ältesten, umgeben von den Evangelisten, dargestellt ist. Der Kanzelaltar wurde in der Bauzeit von Johann Jeremias Daniel aus Leutenberg geschaffen. Der Taufengel stammt ebenfalls aus der Bauzeit. Die Orgel wurde 1751 vom Coburger Orgelbauer Paul Daum gebaut. 1990 wurde durch Orgelbau Schönefeld aus Stadtilm ein neues Orgelwerk eingebaut.